# Eugène Bidaut

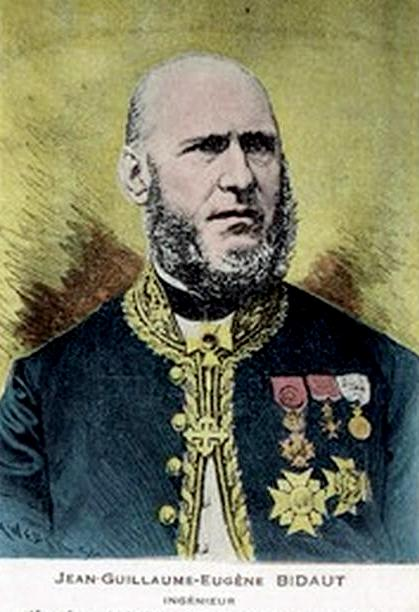
Eugène Bidaut

Jean Guillaume Eugène Bidaut (* 6. August 1808 in Lüttich; † 19. Mai 1868 in Brüssel) war ein belgischer Bergbauingenieur und Generalsekretär im Ministerium für öffentliche Arbeiten.

## Leben und Wirken
Bidaut war der Sohn des französischen Armeereiters Jean-Claude Bidaut (1777–1856) und der Lütticherin Anne-Marie Melchior. Er studierte an der École des Mines (Bergbauschule), die an der Universität Lüttich neu eingerichtet worden war. Nach seinem Diplomabschluss wurde er als verbeamteter Ingenieur für den Brücken- und Straßenbau in die Verwaltung der belgischen Regierung übernommen und 1842 zum Ingenieur Erster Klasse ernannt sowie ab 1858 als Generalsekretär in das damalige Ministerium für öffentliche Arbeiten berufen.
Einer seiner Schwerpunkte war die Erforschung der Eisenerzvorkommen in der Region Kempen und in der Provinz Hennegau. Sein Lebenswerk war jedoch die Planung der Wasserversorgung von Eupen und Verviers im Tal der Weser, um für die in jener Zeit dort florierende heimische Tuchindustrie einen gleichmäßigen Zulauf zu gewährleisten. Zwar führten die Weser und ihre Nebenflüsse nach jedem ergiebigen Regen und nach jeder Schneeschmelze genügend Wasser mit sich, aber durch die großräumige Trockenlegung der benachbarten Wälder und die Einführung der Forstkulturen kam es in den Zwischenphasen teilweise zur Austrocknung und infolgedessen auch zur Verschmutzung der Bäche, womit sie sowohl für die Tuchindustrie im Speziellen als auch für die Bevölkerung im Allgemeinen unbrauchbar wurden.
Im Jahr 1857 erhielt Bidaut daher von der Stadt Verviers den Auftrag, den Bau einer Talsperre im Einzugsbereich des Gileppe-Baches, einem Nebenfluss der Weser, auf belgischem Hoheitsgebiet zu sondieren. Die ersten Ergebnisse seiner Untersuchungen in einem Abschlussbericht von 1866 zeigten, dass die tatsächlich zu erwartenden gemessenen Wassermengen dem gewünschten Umfang nicht entsprachen. Daraufhin untersuchte er die geographischen und geologischen Gegebenheiten im Gebiet des Oberlaufs der Weser und des Getzbachs im damals preußischen Kreis Eupen, um dort die „grenzübergreifende“ Wesertalsperre zu verwirklichen. Dieses Gebiet schien geeigneter, doch der Bau wurde von der preußischen Regierung zu den Akten gelegt, da im Falle eines Dammbruchs rund 3000 Einwohner des Eupener Ortsteiles Haas fünf Kilometer unterhalb der geplanten Mauer gefährdet gewesen wären. Infolgedessen wurde nun doch der Bau der Gileppe-Talsperre nach Bidauts Plänen mit 13 Mio. m³ Volumen auf einer Fläche von 86 ha. umgesetzt, die allerdings gegenüber der heutigen Fassung zunächst eine um 15 Meter geringere Stauhöhe hatte. Bidaut verwendete in seinen Plänen eine Gewichtsstaumauer, die die älteste Betonstaumauer Europas ist. Er erlebte die Fertigstellung der Talsperre jedoch nicht mehr, da der Bau erst 1867 begonnen und 1878 abgeschlossen werden konnte. Ein Denkmal am Fuße der Talsperre aus dem Jahr 1869 erinnert an den Planer der Talsperre Bidaut. Die von ihm als Alternative geplante Wesertalsperre wurde ab 1936 dennoch und nach neuesten Vorgaben erbaut.
Bidaut war Mitglied in verschiedenen Kommissionen und Institutionen sowie in mehreren wissenschaftlichen Vereinigungen. Mehrfach wurde er für seine Verdienste dekoriert, unter anderem mit dem Leopoldsorden in der Klasse Offizier, mit dem Orden Karls III. in der Klasse Kommandeur (1861) und mit dem Orden der Eichenkrone in der Klasse eines Großoffiziers sowie mit der Lebensrettungsmedaille in Gold für die Rettung von elf Verwundeten bei einem Bergwerksunglück in Seraing.
Eugène Bidaut war seit 1842 verheiratet mit Angelique Royer, mit der er die Tochter Marie (1843–1904) bekam.

## Schriften (Auswahl)
- Mines de Houille de L'Arrondissement de Charleroi, 1845